# Linea Rinkai
La linea Rinkai (りんかい線?, Rinkai-sen), gestita dalla società privata Tokyo Waterfront Area Rapid Transit (東京臨海高速鉄道株式会社?, Tōkyō Rinkai Kōsoku Tetsudō Kabushiki-gaisha - lett. "Ferrovia Costiera Rapida di Tokyo S.p.A.", spesso abbreviata in "TWR"), è una linea ferroviaria giapponese a scartamento ridotto a carattere metropolitano che unisce da est a ovest l'area portuale di Tokyo passando per l'area di Odaiba.

## Storia
La costruzione della linea cominciò nel 1992, con la parte finale ad est della linea usata dai trasporti merci Keiyō (abbandonata nel 1983). Il primo tratto della linea tra la Stazione di Shin-Kiba e Tokyo Teleport aprì i battenti il 30 marzo 1996 sotto il nome Linea Rinkai Fukutoshin (臨海副都心線?, Rinkai-fukutoshin-sen). Il nome venne cambiato in Linea Rinkai il 1º settembre 2000. L'estensione verso l'isola di Tennōzu aprì il 31 marzo 2001 e l'ultima sezione fu inaugurato il 1º dicembre 2002 arrivando fino alla stazione di Ōsaki e permettendo l'inizio dei servizi diretti con la Linea Saikyo della JR East.
Sebbene la linea corra per 10 dei suoi 12 km sotto il suolo, arrivando a toccare una profondità di 40 metri nella zona sotto il porto di Tokyo (Solo il segmento tra Shinonome e Shin-Kiba avviene in superficie), non viene considerata come metropolitana.
Il progetto sforò nettamente il budget previsto per la realizzazione, con un costo finale di 440 miliardi di ¥. Nel 2005 la linea veniva utilizzata da una media di 140.000 passeggeri al giorno e nel 2006 la società che la gestisce ebbe il suo primo attivo. In base ai dati del 2010 l'utilizzazione giornaliera della ferrovia è arrivata alle 200.000 persone.

## Servizi
La maggior parte dei treni, una volta arrivati alla stazione di Ōsaki proseguono per Ōmiya attraverso la linea Saikyō. Tutte le stazioni si trovano a Tokyo.
Sulla linea i treni vengono classificati come locali, rapidi e rapidi pendolari, ma all'interno della tratta di competenza di TWR fermano a tutte le stazioni, in quanto il servizio si diversifica sulla linea Saikyo.

## Stazioni
| Stazione                                                            | Giapponese     | Distanza   | Distanza | Collegamenti                                            | Posizione |
| Stazione                                                            | Giapponese     | Interstaz. | Totale   | Collegamenti                                            | Posizione |
| ------------------------------------------------------------------- | -------------- | ---------- | -------- | ------------------------------------------------------- | --------- |
| Shin-Kiba                                                           | 新木場         | -          | 0,0      | Linea Yūrakuchō (Y-24) ■ Linea Keiyō                    | Kōtō      |
| Shinonome                                                           | 東雲           | 2,2        | 2,2      |                                                         | Kōtō      |
| Kokusai-Tenjijō                                                     | 国際展示場     | 1,3        | 3,5      | ● Yurikamome (Ariake)                                   | Kōtō      |
| Tokyo Teleport                                                      | 東京テレポート | 1,4        | 4,9      | ● Yurikamome (Odaiba-Kaihinkōen e Aomi)                 | Kōtō      |
| Tennōzu Isle                                                        | 天王洲アイル   | 2,9        | 7,8      | ● Monorotaia di Tokyo                                   | Shinagawa |
| Shinagawa Seaside                                                   | 品川シーサイド | 1,1        | 8,9      |                                                         | Shinagawa |
| Ōimachi                                                             | 大井町         | 1,6        | 10,5     | ■ Linea Keihin-Tōhoku ● Linea Tōkyū Ōimachi (OM01)      | Shinagawa |
| Ōsaki                                                               | 大崎           | 1,7        | 12,2     | ■ Linea Saikyō ■ Linea Yamanote ■ Linea Shōnan-Shinjuku | Shinagawa |
| Servizi diretti via ■ linea Saikyō per Kawagoe via Shinjuku e Ōmiya |                |            |          |                                                         |           |

## Materiale rotabile
- Materiale proprietario
  - Elettrotreno Serie 70-000 (dal 1996)
- Materiale per i servizi diretti di proprietà di JR East
  - Elettrotreno Serie 205 (dal 2004 al 2016)
  - Elettrotreno Serie E233-7000 (dal 30 giugno 2013)

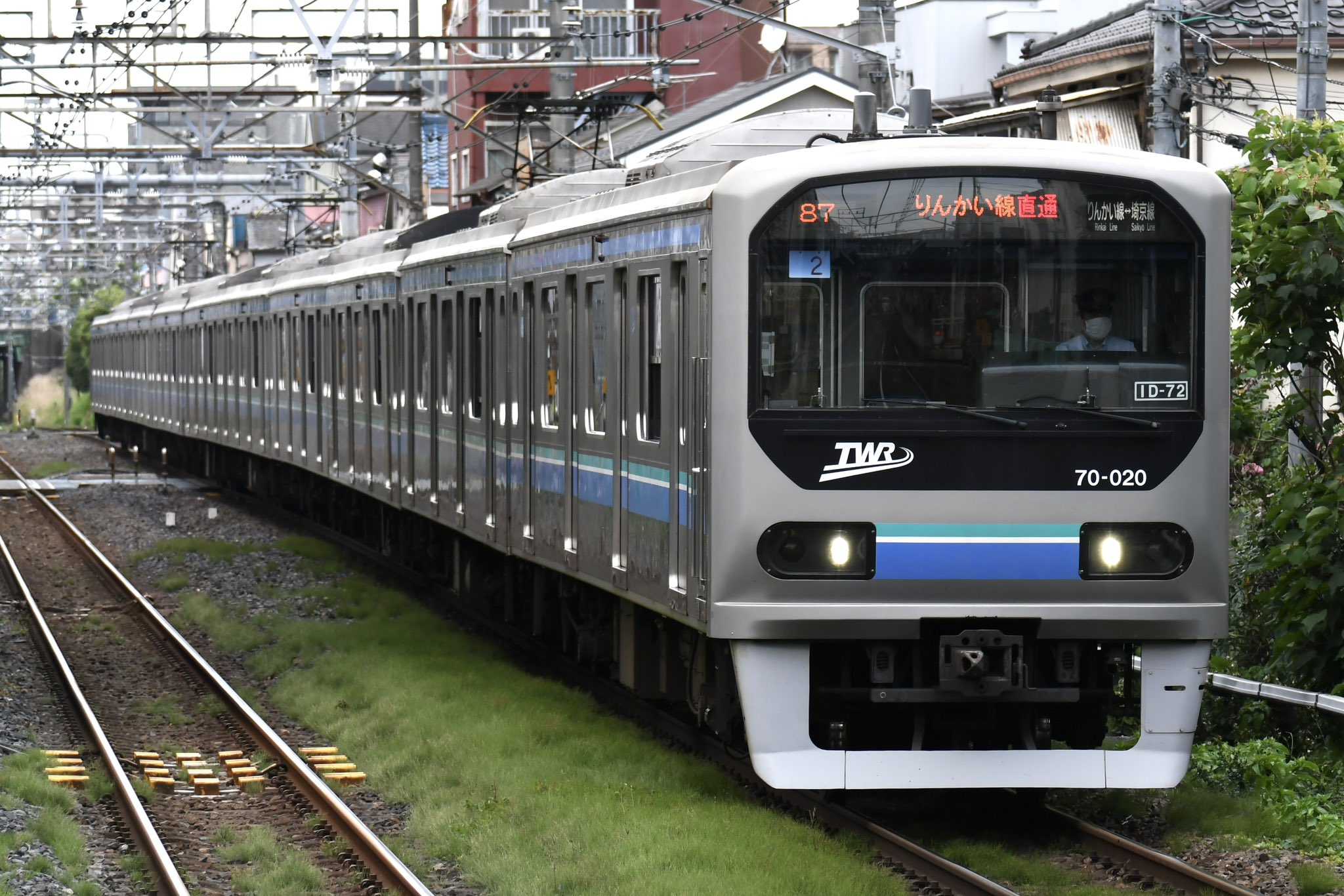
Serie 70-000 TWR
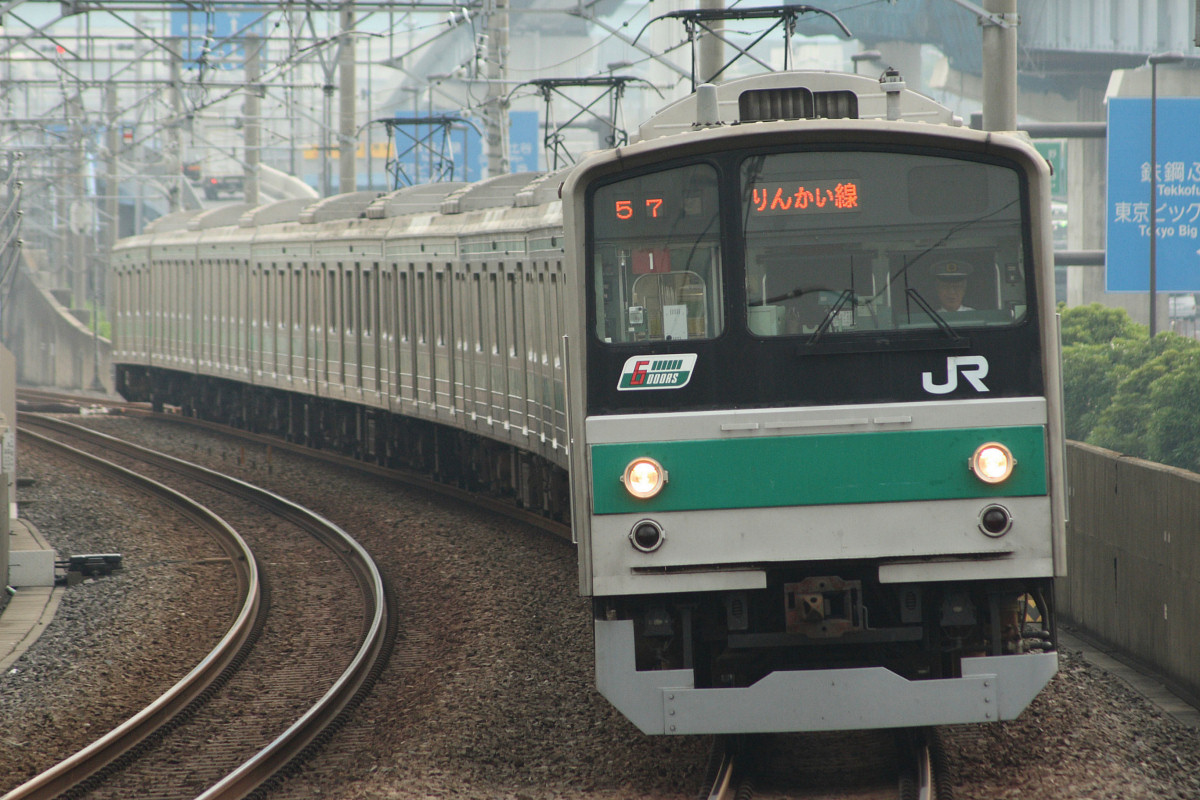
Serie 205
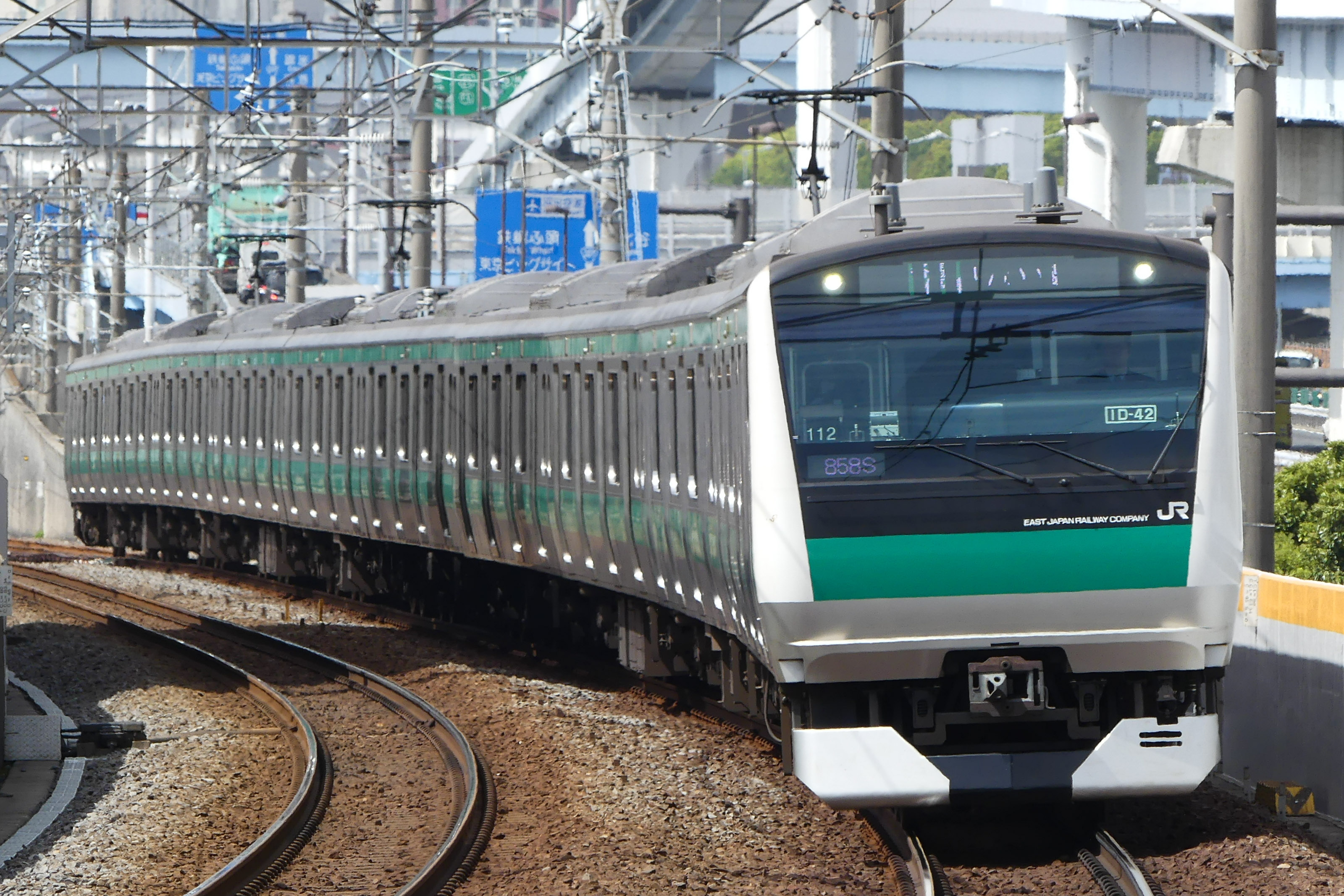
Serie 233